# Barranquet de Llastarri
El barranquet de Llastarri és un barranc, afluent de la Noguera Ribagorçana. Neix dins de l'antic terme ribagorçà d'Espluga de Serra, agregat des del 1970 al de Tremp, del Pallars Jussà, i la meitat baixa del seu curs discorre en terme de Sopeira, poble de la Ribagorça d'administració aragonesa.
Es forma a ponent de l'antic poble de Llastarri, des d'on davalla cap a l'oest-nord-oest. Rep per la dreta el barranc del Clot del Mig, per a abocar-se en la Noguera Ribagorçana just a llevant del poble de Sopeira.